# Honningpresse
Frem for  slyngning af honning kan honningen presses fra tavlerne i en såkaldt honningpresse. Honningpresning er i dag ikke så udbredt som slyngning af honning.